# Christof Spörk

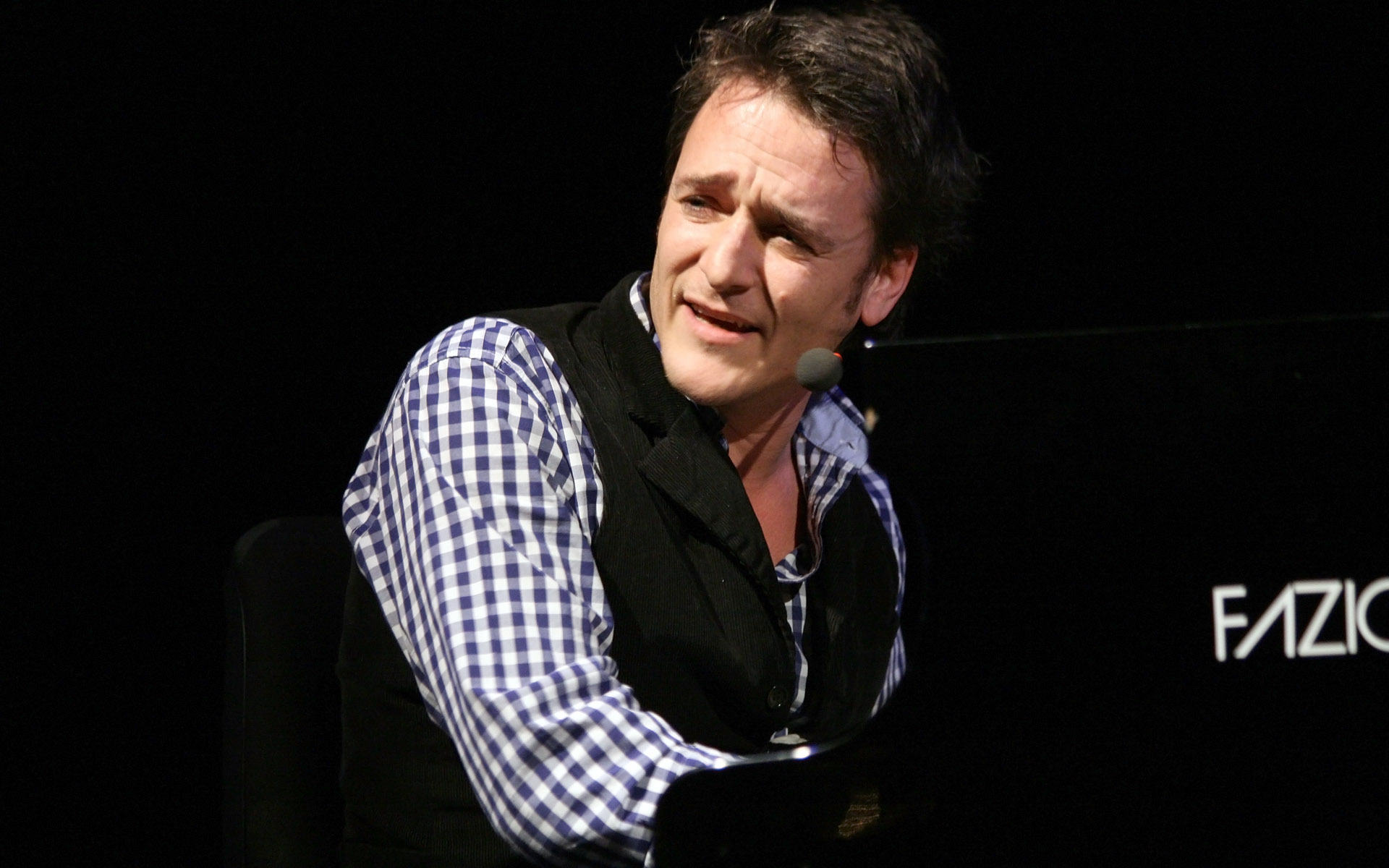
Christof Spörk (2011)

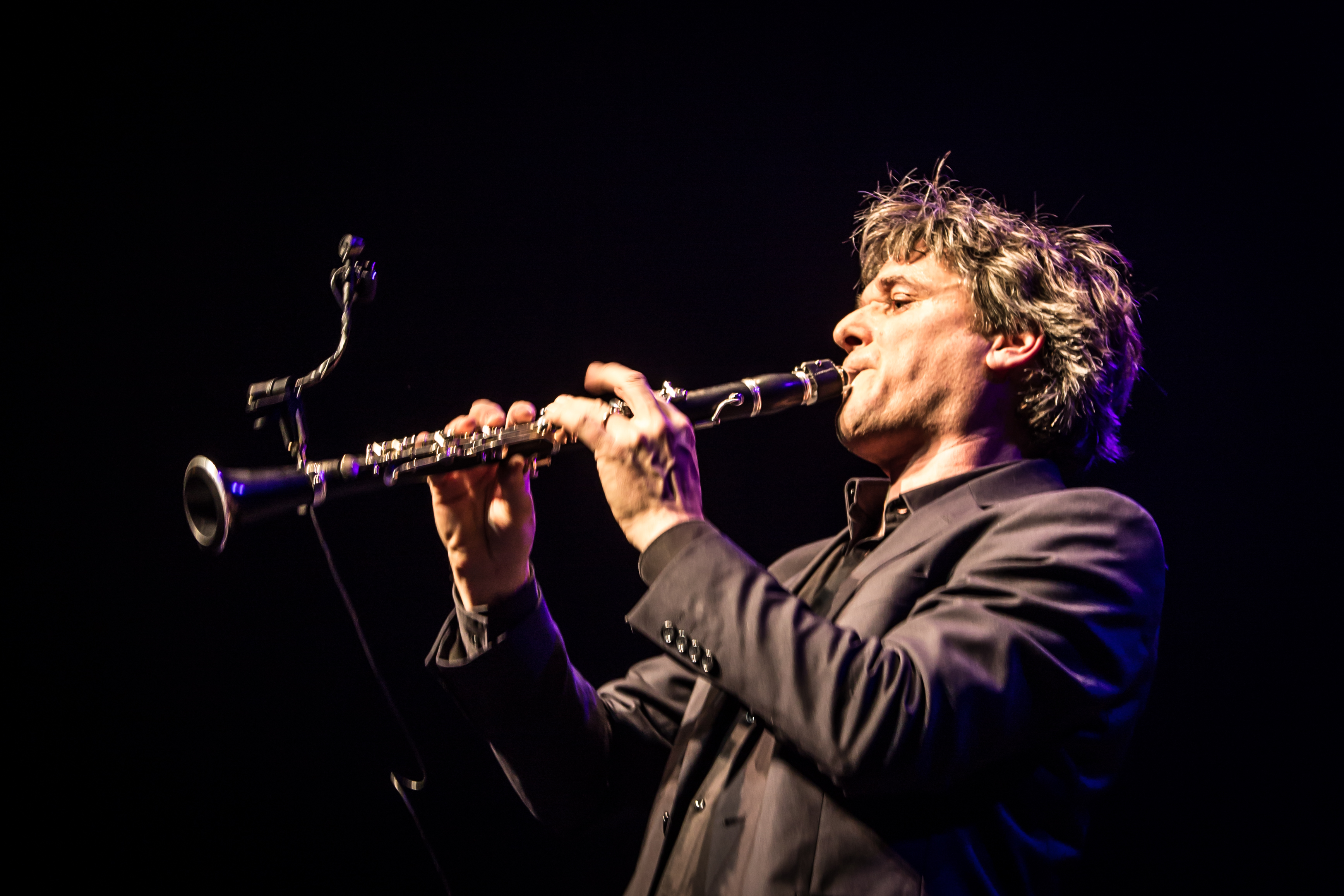
Spörk bei der Internationalen Kulturbörse Freiburg 2018

Christof Spörk (* 16. April 1972 in Ligist, Steiermark) ist ein österreichischer Musiker und Kabarettist.

## Leben und Werk
Christof Spörk studierte Politikwissenschaft, Englisch, Spanisch an den Universitäten Wien, Valladolid (Spanien) und der FLACSO in Santiago de Chile sowie drei Semester Jazzgesang an der Universität für Musik und darstellende Kunst Graz. Er promovierte zum Thema „Musik und Politik in Kuba 1959 bis 1999“ bei Heinrich Neisser (Universität Wien) und Elena Ostleitner (Musikuniversität Wien). Neben dem Klavier und der Ziehharmonika ist sein Hauptinstrument die Klarinette. Von 1999 bis 2001 war Spörk als Journalist unter anderem bei der Zeitschrift profil tätig und hatte einen Lehrauftrag für Politikwissenschaft am Wiener Lateinamerika-Institut.
1991 bis 2005 war er Klarinettist, Sänger und Texter bei der Kabarett-Musikgruppe „Die Landstreich“, die 2003 mit dem "Salzburger Stier" ausgezeichnet wurde. Mit Landstreich veröffentlichte Spörk vier CDs. Landstreich spielte 2016, 2017 und 2018 jeweils eine kurze "Vorzeitige Wiederauferstehungstour" und gastierte im Februar 2019 erstmals im Wiener Konzerthaus.
2002 gründete Spörk gemeinsam mit Sebastian Fuchsberger die Band Global Kryner. Die erste CD global.kryner hielt sich 42 Wochen in den Ö3-Charts. Die zweite CD krynology belegte in der ersten Woche Platz 2 der Ö3-Charts. 2005 gewannen die Global Kryner die österreichische Vorausscheidung für den Song Contest in Kiew, schieden dort jedoch bereits im Semifinale aus. Die Gruppe veröffentlichte sechs CDs bei BMG, Sony BMG und Universal und konzertierte in Österreich, Liechtenstein,  Deutschland, der Schweiz, Belgien, Luxemburg, den Niederlanden, England, Frankreich, Italien, Slowenien, Kroatien, Serbien, der Ukraine und Mexiko. Im Oktober 2013 verabschiedeten sich die Global Kryner mit der „Servus“-Tour von ihrem Publikum.
2011 debütierte Christof Spörk als Musikkabarettist mit seinem ersten Soloprogramm „Lieder der Berge“, das noch im selben Jahr mit dem Österreichischen Kabarettpreis in der Kategorie Förder-/Programmpreis ausgezeichnet wurde und 2013 im ORF im Rahmen der Hyundai Kabarett-Tage zu sehen war.
Sein 2013 vorgestelltes zweites Soloprogramm „Edelschrott“, benannt nach einem weststeirischen Bergdorf, wurde mit dem Kleinkunstpreis Salzburger Stier 2014 ausgezeichnet. Im März 2015 erhielt Christof Spörk für Auszüge aus "Ebenholz" den deutschen Kabarettpreis "Silberner Stuttgarter Besen". Im August 2015 wurde sein zweites Programm "Edelschrott" in der Reihe ORF-Sommerkabarett auf ORF 1 ausgestrahlt. 2016/17 erreichte Spörk den dritten Platz bei der Deutschen Kabarettbundesliga. 2019 stellte Spörk sein fünftes Kabarettprogramml "KUBA" vor.  Im Jänner 2022 feierte er mit dem sechsten Programm "DAHAAM" – gemeinsam mit dem italienischen Perkussionisten und Bassisten Alberto Lovison – Premiere. 2023 präsentierte Spörk sein Buch "Eiertanz", Verlag Seifert, bei der Buch Wien. 2024 folgte die Premiere des Bühnenstücks "Eiertanz" im Stadtsaal Wien.
Seine Programme Ebenholz, Am Ende des Tages, KUBA und DAHAAM waren jeweils in der ORFIII-Sendung Kabarett im Turm zu sehen. Die Programme Edelschrott, Ebenholz, Kuba und Dahaam wurden jeweils im Sender Ö1 "Kabarett direkt" live übertragen.

## Auszeichnungen

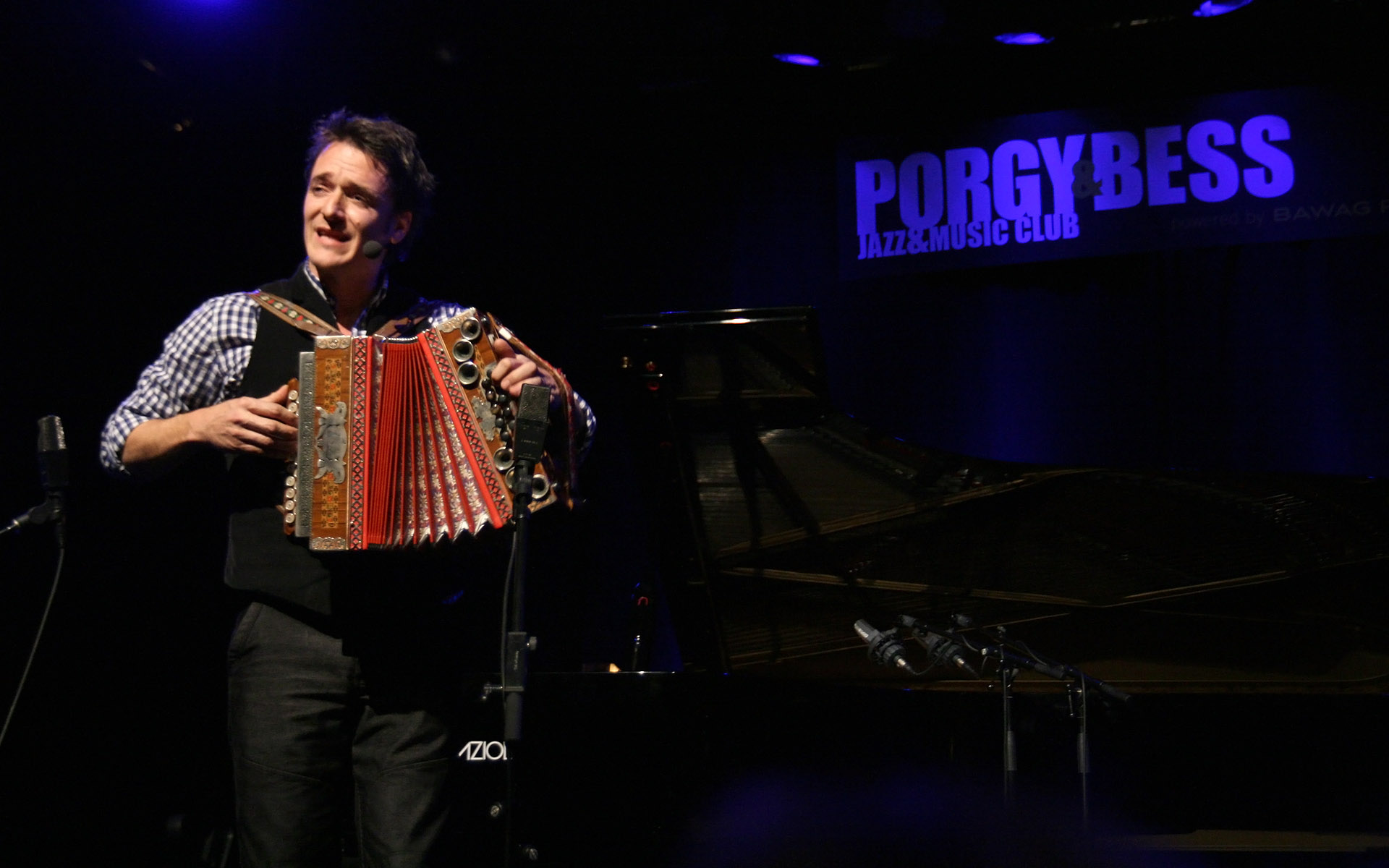
Christof Spörk (Österreichischer Kabarettpreis 2011)

- 2003 mit Die Landstreich: Kleinkunstpreis Salzburger Stier
- 2005 mit Global Kryner: Amadeus Award in der Kategorie „Pop/Rock National“
- 2006 mit Global Kryner: Bonner Satirepreis „Prix Pantheon“.
- 2011 für das Musikkabarettprogramm „Lieder der Berge“ Programm-/Förderpreis des Österreichischen Kabarettpreises
- 2014 für das Musikkabarettprogramm „Edelschrott“: Kleinkunstpreis Salzburger Stier
- 2015 „Silberner Stuttgarter Besen 2015“
- 2016/17 Dritter Platz „Deutsche Kabarettbundesliga“

## Werke
Bücher
- Christof Spörk: Eiertanz, Seifert Verlag, Wien, 2023: https://seifertverlag.at/liest/christof-spoerk-eiertanz/
- Musik und Politik in Kuba 1959 bis 1999: Das kubanische Musikleben zwischen Aufbruch, Zensur und Zwang. Dissertation. Südwestdeutscher Verlag, 2010, ISBN 978-3-8381-1532-0.

CDs & DVDs
- 1995 Die Landstreich – CD – Die Steirische Landstreich (Eigenverlag)
- 1997 Die Landstreich – CD – Herzschrittmacher (Eigenverlag)
- 1999 Die Landstreich – CD – Spenden Sie (Eigenverlag)
- 2001 Die Landstreich – CD – Stau (Eigenverlag)
- 2004 Global Kryner – CD – global.kryner (Lawine, BMG)
- 2005 Global Kryner – CD – krynology (Lawine, Sony BMG)
- 2007 Global Kryner – CD – Weg (Lawind, Sony BMG)
- 2008 Global Kryner – CD – Live in Luxembourg (Blauzucker)
- 2009 Global Kryner – CD – Global Kryner versus The Rounder Girls (Blauzucker)
- 2011 Global Kryner – CD – Coverstories (Universal – Koch)
- 2017 Christof Spörk – DVD – Best of Lieder der Berge & Edelschrott – (DVD: Best of Kabarett 151 Kurier Edition, Hoanzl)
- 2019 Christof Spörk – CD – KUBA ("Kuba live aus dem Grazer Orpheum", Eigenverlag)
- 2023 Christof Spörk & das Große Alberto Lovison-Orchester – Doppel-CD – DAHAAM ("Dahaam live in Fürstenfeld", Eigenverlag)

## Kabarettprogramme
- 2011: Lieder der Berge (Regie: Peter Wustinger)
- 2013: Edelschrott (Regie: Petra Dobetsberger)
- 2014: Ebenholz (Regie: Petra Dobetsberger)
- 2016: Am Ende des Tages (Regie: Petra Dobetsberger)
- 2019: Kuba (Regie: Gabi Rothmüller)
- 2022: Dahaam (Regie: Gabi Rothmüller), Bühnenpartner Alberto Lovison (Schlagzeug, Perkussion & E-Bass)
- 2024: Eiertanz